# Focus (banda)
Focus é uma banda de rock progressivo holandesa fundada em 1969 pelo organista e flautista Thijs van Leer, sendo hoje considerada como uma das maiores e mais importantes desse estilo musical. Suas extensas e quase exclusivas composições instrumentais e improvisações continham várias referências à música erudita. Um exemplo é a referência à ópera de Monteverdi na canção "Eruption", do álbum Moving Waves. Outra demonstração está na referência a Johann Sebastian Bach em "Carnival Fugue", do álbum Focus 3, ou ainda das referências ao Renascimento de "Anonymus II", do mesmo álbum.

## História

### Anos 1970
O Focus surgiu em 1969 pelo organista e flautista Thijs van Leer, pelo baixista Martin Dresden e pelo baterista Hans Cleuver. A ideia inicial era seguir o estilo de Traffic, o que não aconteceu por percalços com a versão holandesa de Hair. Após a temporada do musical o grupo pode produzir seu primeiro álbum, em 1970, já com a presença de Jan Akkerman na guitarra.
Descontente com a falta de sucesso do primeiro álbum, Jan Akkerman deixou a banda para formar outra banda com o baterista Pierre van der Linden e o baixista Cyril Havermans. Quando soube das notícias sobre a nova banda, Thijs os contactou e eles o convidaram para participar da banda, assumindo somente então o nome Focus. O quarteto gravou o álbum Moving Waves, primeiro álbum de impacto da banda, recebendo críticas positivas em âmbito internacional. O álbum incluía a obra símbolo da banda, "Hocus Pocus". Este clássico do rock consistia na repetição de um riff de guitarra recorrente e interlúdios de vocal falsete.
No final de 1970, conheceram o produtor Mike Vernon, que ajudou a promover a banda pelo mundo. A expansão começou na Inglaterra em 1972, mesmo ano do álbum Focus 3, um disco duplo que continha o hit "Sylvia". Nesse álbum Bert Ruiter tomou o lugar de Cyril Havermans. Em maio de 1973 a banda fez uma grande apresentação no Rainbow Theatre em Londres que resultou no álbum Live at the Rainbow.
Logo após, Pierre van der Linden deixou a banda após desentendimento com Ruiter sobre a direção da banda. Collin Allen o substituiu e então a banda gravou Hamburger Concerto, um retorno ao estilo erudito. Gravaram posteriormente Mother Focus, um álbum mais comercial. Durante as gravações do álbum Allen deixou a banda, sendo substituído pelo estaduniense Devid Kemper. Em 1976, após a finalização do álbum, Jan Akkerman também deixou a banda pelas diferenças musicais entre ele e Thijs, iniciando o fim gradual da banda até o anúncio do fim em 1978.
Ainda em 1977 a banda retornou com o vocalista P. J. Proby se integrando à banda, que nessa época contava com Thijs van Leer, Bert Ruiter, o guitarrista Eef Albers, o também guitarrista belga Philip Catherine e o baterista Steve Smith.

### Reunião nos anos 1980

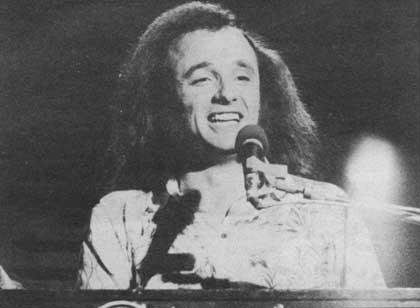
Thijs van Leer

Os anos 1980 foram marcados somente pela reunião temporária da banda em 1985, consistindo em Jan Akkerman e Thijs van Leer, com as participações de Tato Gomez, Ruud Jacobs, Ustad Zamir Ahmad Khan e Sergio Castillo. A reunião também resultou no álbum Focus, que não atingiu sucesso comercial.

### Reunião nos anos 2000
Em 2001, Thijs van Leer reformulou a banda com músicos que previamente haviam formado uma banda de tributo ao Focus, incluindo o guitarrista Jan Dumée, o baixista Bobby Jacobs e o baterista Bert Smaak. Realizaram turnê pelo mundo, se apresentando para grandes públicos. As passagens pela América Latina, Estados Unidos, Canadá, Japão e Reino Unido foram bem reconhecidas. Gravaram então o álbum Focus 8. Em outubro de 2004 Bert Smaak deixou a banda, e Pierre van der Linden reassumiu sua posição na bateria da banda. Em maio de 2006, Jan Dumée deixou a banda (para se juntar ao vocalista John Lawton, ex- Uriah Heep e Lucifer's Friend, no novo grupo chamado On The Rocks), entrando em seu lugar o guitarrista Niels van der Steenhoven. Com ele, gravaram o disco Focus 9/New Skin, lançado em 2006.
No início de 2011, Niels van der Steenhoven comunicou seu desligamento da banda, após 5 anos de dedicação. Para seu lugar foi anunciado o nome de Menno Gootjes. No momento, a banda encontra-se em estúdio gravando o novo álbum, Focus 10, e excursionando com a turnê comemorativa de 40 anos de lançamento do álbum Moving Waves. Esta turnê passou pelo Brasil em Março de 2012, em cidades como Campinas, São Paulo, Rio de Janeiro, Belo Horizonte, entre outras.

## Formação
- Thijs van Leer - órgão e flauta (1969 - 1978, desde 2001)
- Jan Akkerman - guitarra (1970 - 1976)
- Cyriel Havermans - baixo (1969 - 1978)
- Pierre van der Linden - bateria (1969 - 1978, desde 2004)
- P. J. Proby - vocal (1977 - 1978)
- Jan Dumée - guitarra (2001 - 2006)
- Bobby Jacobs - baixo (desde 2001)
- Bert Smaak - bateria (2001 - 2004)
- Niels van der Steenhoven - guitarra (2005 - 2011)
- Menno Gootjes - guitarra (desde 2011)

## Discografia

### Álbuns de estúdio
- In and Out of Focus (1970)
- Focus II / Moving Waves (1971)
- Focus III (1972)
- Hamburger Concerto (1974)
- Mother Focus (1975)
- Ship of Memories (1976)
- Focus con Proby (1978)
- Focus (1985)
- Focus 8 (2002)
- Focus 9 / New Skin (2006)
- Focus X (2012)
- Golden Oldies (2014)
- Focus 8.5 / Beyond the Horizon (2016)
- The Focus Family Album (2017)
- Focus 11 (2019)
- Completely Focused (2021)
- Focus 12 (2024)

### Ao vivo
- At the Rainbow (1973)
- Live in America (2003)
- Live at the BBC (2004)
- Live Legends (2004)
- Live in Europe (2016)
- Live in England (2016)
- Live in Rio (2021)

### Compilações
- Focus (1974)
- Dutch Masters: A Selection of Their Finest Recordings (1975)
- Hocus Pocus: The Best of Focus (1993)
- Best of Vol. 2 (2011)
- Hocus Pocus Box (2017)
- Focus 50 Years Anthology (2020)

### Compactos
- Hocus Pocus
- Sylvia